# Simone Martini
Simone Martini (født ca. 1280 i Siena, død 1344 i Avignon) var en italiensk maler fra Sienaskolen.
Blandt hans hovedværker er hans mange billeder i Basilica di San Francesco, Assisi.